# Sport in China
Die chinesische Tradition betont die Einheit von Körper und Geist, wodurch die chinesischen Wettkämpfe eher einen zeremoniellen und ritualisierten Charakter angenommen haben. Dies änderte sich in der Moderne, in der China im Weltsport zu einem ernst zu nehmenden Gegner wurde. Schon von Beginn an verlief die Entwicklung des modernen Sports parallel zur politischen und gesellschaftlichen Entwicklung und war dadurch einem ständigen Auf und Ab unterworfen.

## Geschichte

### Bis 1900
In der Tang-Dynastie entwickelte sich der Sport sehr schnell. Es entstanden zahlreiche traditionelle und volkstümliche Spiele. Zusammen mit dem wirtschaftlichen und kulturellen Austausch, wurde auch der sportliche internationale Kontakt sehr intensiv.
Auch in früheren Zeiten gab es in China Wettkämpfe, die allerdings einen anderen Charakter als die westlichen Wettkämpfe hatten. Da in China die Auffassung vertreten wurde, dass Körper und Geist eine Einheit bilden, gehörte es sich nicht, Wettkämpfe zu bestreiten, bei denen der Fokus auf der körperlichen Stärke lag. Bei den Edlen vertrat man sogar den Standpunkt, dass Sport von der ehrlichen Arbeit abhielte und zu suchtähnlichen Zuständen führen könne. Dennoch wurden Sportarten wie Reiten, Bogenschießen, Ringen und Kräftemessen betrieben.
Im militärischen Bereich wurden besonders die Kampfsportarten und das Bogenschießen gefördert. Auch Frauen durften ab dem 9. Jahrhundert am Bogenschießen teilnehmen, welches sich zu einem volkstümlichen Treiben entwickelte. Als Trainingsspiele für die Heereseinheit galten die Jagd, Polo und Fußball.
Einige Zeit waren die Kaiser gegen die Ausübung sportlicher Aktivitäten. Sportler wurden verdächtigt, Mitglieder von Geheimgesellschaften zu sein. Zudem verstießen sie ganz oder teilweise gegen das Gesetz, welches Nacktheit in der Öffentlichkeit verbot.

### 1900–1949
Zu Beginn des 20. Jahrhunderts entstanden sportliche Verbände, welche von wenigen Enthusiasten begründet wurden und dem Sport neue Impulse gaben. Doch der Sport hatte zunächst nur eine geringe Bedeutung, Sportstätten, Sportlehrer und Wettkampfgelegenheiten gab es nur in begrenzte Zahl. Aufgrund der wirtschaftlichen Rahmenbedingungen kam nur die Oberschicht mit Sport in Berührung, da es sich die Unterschicht nicht leisten konnte.
Nach der Niederlage Chinas im zweiten japanisch-chinesischen Krieg entstanden zahlreiche Reform-Modelle, die eine Modernisierung Chinas zum Ziel hatten. In diesen Modellen wurde auch über eine umfassende Umgestaltung des Erziehungswesens und dem Sport als physische Ausbildung diskutiert. Somit zogen westliche Sportarten in das Land ein und wurden besonders im Schulsport übernommen. Ab 1908 fanden mehrere Leichtathletikwettkämpfe in Beijing, Shanghai, Nanjing und anderen wichtigen Städten statt. Die erste chinesische Leichtathletik-Meisterschaft wurde 1910 durchgeführt. Bis 1949 wurden jedoch gerade einmal zwölf nationale Titelkämpfe ausgetragen. Das erste Stadion entstand in Beijing und besaß eine Kapazität von 10000 Plätzen. 1934 wurde das erste moderne Stadion mit 40000 Plätzen in Shanghai gebaut.

#### Fernöstliche Spiele
Die Fernöstlichen Spiele wurden anfangs im Zweijahres-Rhythmus, jeweils in den ungeraden Jahren, durchgeführt. Nach 1927 und 1930 wurden sie auf den olympischen Vierjahres-Rhythmus umgestellt. Seit 1913 beteiligte sich China an den Fernöstlichen Spielen. Den Impuls dazu gab der Christliche Verein junger Männer (YMCA), der die westliche Sportvorstellung in China verbreitete. Der YMCA richtete auch die 2. (1915), 5. (1921) und 8. (1927) Spiele in Shanghai aus. China beteiligte sich bis 1934 und daraufhin an allen Spielen die in Japan auf den Philippinen stattfanden. Die Spiele dauerten acht Tage und zu den Spielen gehörten Leichtathletik, Schwimmen, Tennis, Baseball, Basketball, Fußball und Volleyball.
Besonders im Fußball waren die Chinesen sehr erfolgreich. Bis auf zwei Turniere konnten die Chinesen den Sieg für sich verbuchen. Des Weiteren gewannen sie 18 Goldmedaillen in den Leichtathletik-Wettbewerben. Fünfmal wurden sie Sieger bei den Volleyballturnieren und jeweils einmal errangen sie den ersten Platz in der Schwimm-Gesamtwertung sowie im Basketball- und Tennisturnier. 1915 konnten sie den Gesamtsieg der Spiele für sich verbuchen.
Nach 1934 fanden die Spiele aufgrund der politischen Lage nicht mehr statt.

### 1950–2000
Im Jahr 1949 wurde die All-China Sports Federation gegründet, welche für die staatliche Sportpolitik zuständig war. Um die Massen für den Sport zu begeistern, erschien am 1. Juli 1950 die erste Sportzeitschrift Neuer Sport. Zwei Jahre später wurde die „Staatliche Kommission für Körperkultur und Sport Chinas“ ins Leben gerufen. Die Aufgabe der beiden Organisationen war es den Sportbetrieb, vorrangig den Massensport zu entwickeln.
Verpflichtend wurde der Schulunterricht in den Schulen und bis zum zweiten Studienjahr ab 1951 eingeführt. Um den Sport weiter voranzutreiben, wurden zahlreiche Sportschulen und Sporthochschulen gegründet. Die erste Sporthochschule Huadong entstand in Shanghai. Später folgten Sporthochschulen in Wuhan, Peking, Chengdu, Shenyang und Xi’an.
Neben der staatlichen Organisation sollten auch Schulen, Unternehmen und Betriebe den Sport verbreiten. Ziel war es die Gesundheit des Volkes zu verbessern und gleichzeitig den Leistungssport voranzutreiben. In dieser Zeit wurde die erste sportartübergreifende Nationalmannschaft gegründet. Diese Mannschaft wurde zentral in Peking trainiert. Auch die Forschung sollte einen neuen Stellenwert bekommen. Daher wurde 1958 das Nationale Forschungsinstitut für Sportwissenschaften in Beijing und 1960 das Sportwissenschaftliche Forschungsinstitut in Shanghai gegründet.
Im Jahr 1959 wurden erstmals nationalen Spiele veranstaltet. In den 1960er-Jahren befand sich China in einer schweren ökonomischen Krise, welche sich auch auf Sport auswirkte. Das Sportsystem wurde zentralisiert und die Sportkommission übernahm sämtliche Macht- und Verwaltungsbefugnisse. Dazu gehörte ein Sportsystem mit zentraler Planung und Delegation an lokale und regionale Teilkommissionen. Die Sportförderung im Zuge dessen auf den Leistungssport konzentriert, der Massensport trat in den Hintergrund.
Während der Kulturrevolution von 1966 bis 1967 wurde der gesamte Sport in China weit zurückgeworfen. Die Sportverwaltung stand unter Militärkontrolle, Sporthochschulen und sportwissenschaftliche Institutionen wurden geschlossen, Sportzeitschriften durften nicht mehr veröffentlicht werden. Zudem wurde kein Leistungssport mehr betreiben, dennoch hat der Sportbetrieb niemals völlig geruht.
Nach der Modernisierung und Öffnung zur westlichen Welt Chinas in den 1970er-Jahren begann die Weiterentwicklung des Sports. 1971 nahm China an der Tischtennis-WM teil. Dieses Sportereignis führte zu einer Wiederaufnahme der diplomatischen Beziehung zu den USA. Gleichzeitig wurden sportwissenschaftliche Institutionen wieder eröffnet und nationale Sportveranstaltungen durchgeführt.
Ab den 1980er-Jahren trieb ein Großteil der Chinesen (rund 300 Mio.) Sport und in 70 % aller Städte gab es Erholungs- und Sportstätten und die ersten Sportvereine wurden gegründet. Um den Sport in den Schulen weiter zu verbreiten und damit sportliche Talente zu gewinnen wurden Richtlinien für den Schulsport und Jugendsport in der Verfassung der Volksrepublik Chinas festgeschrieben.
Zahlreiche Reformen wurden nach 1994 durchgeführt. Zwanzig Verwaltungszentren der Sportdisziplinen wurden eingeführt, mit dem Ziel die Sportverwaltung dem internationalen Niveau anzupassen, um an der Weltspitze mithalten zu können. Die ersten Profi-Ligen wurden eingeführt und auch für die breite Bevölkerung wurden Programme erstellt um die Gesundheit von Familien zu fördern. Zu einem Programm gehörte das „1-2-1-Projekt“. In diesem Projekt sollte jeder mindestens ein Mal täglich Sport treiben, mindestens zwei Trainingsmethoden beherrschen und sich einmal jährlich medizinisch untersuchen lassen. Jede Familie sollte mindestens ein Sportgerät besitzen, zwei Mal in jedem Quartal eine Freiluft-Sportart ausüben und mindestens ein Sportmagazin oder ein Sportbuch ihr Eigen nennen. In jedem Wohnviertel sollte ein Sportplatz zur Verfügung stehen und zwei Mal im Jahr sollte in den Vierteln eine Fitness-Aktivität organisiert und eine Gruppe von Übungsleitern erstellt werden. Das Projekt reichte bis in die Schulen, dort sollte jeder Schüler jeden Tag eine Stunde an einem sportlichen Bewegungsangebot teilnehmen und ein Mal im Jahr an einem Gesundheitstest teilnehmen. Des Weiteren mussten zweimal pro Jahr Ausflüge organisiert werden.
Im Jahr 1997 startete das Projekt „Fitness-for-All“. Dabei wurden öffentliche Geräteparks, Sporthallen und Sportplätze gebaut, welche von der 1992 eingeführten Sportlotterie finanziert wurden. Die Staatliche Kommission für Körperkultur und Sport wurde 1998 aufgrund einer Reform durch die Generalverwaltung für Sport (SSGA) ersetzt. Durch diese Reform sollte der Einfluss der Regierung zurückgenommen, Aufgaben dezentralisiert und der Breiten- und Leistungssport gleichermaßen gefördert werden.
Im Jahr 2000 erhielt Beijing ein weitläufiges hochmodernes Sportzentrum mit Stadien und Hallen für verschiedene Sportarten und dazu Bauten für Sportinstitute, Forschungseinrichtungen und Laboratorien.

## China und die Olympischen Spiele

### 1910–1948
Das Chinesische Olympische Komitee wurde 1910 gegründet, als Vollmitglied wurde es aber erst 1931 vom IOC anerkannt. 1932 nahm China erstmals an den Olympischen Spielen in Los Angeles mit einer sechsköpfigen Delegation teil. Bei den Spielen 1936 in Berlin startete China mit 69 Athleten, wovon nur einer einen Endkampf erreichte. 1948 in London startete China mit einer starken Delegation. Zu den wichtigsten Sportarten zählten Leichtathletik, Schwimmen, Radsport, Basketball, Fußball, Tennis und Volleyball.

### 1949–1956 Zwei-China-Problematik
1949 entstand eine „zwei Staatenbildung“ in China. Auf der einen Seite die Volksrepublik China in Peking unter der Herrschaft Mao Zedongs und auf der anderen Seite die Republik China in Taiwan unter den Kuomintang. Diese politische Situation war für das IOC schwierig da nach Pierre de Coubertin die Olympischen Spiele unabhängig von allen politischen Erwägungen sein sollte. Am 15. Februar 1952 reiste eine Delegation von beiden Seiten nach Oslo zur Sitzung des IOC, mit dem Ziel die alleinige Legitimation zur Teilnahme an den Spielen zu bekommen.
Im Juni 1952 wurde aufgrund der undurchsichtigen Situation beiden Seiten die Teilnahme an den Sommerspielen in Helsinki untersagt, allerdings änderte sich wenige Wochen später die Meinung des IOCs und beide Seiten durften an den Start gehen. Überraschend trat die Republik China kurz vor Beginn der Spiele zurück und nur die Volksrepublik China ging an den Start. Die Kontroverse hielt an. 1954 wurde auf der IOC Vollversammlung in Athen beschlossen, dass die Volksrepublik China und die Republik China voneinander unabhängig anerkannt werden. Mit dieser Entscheidung wollte sich keine der beiden Seiten zufriedengeben. Sie protestierten gegen diese Entscheidung mit der Forderung die jeweils andere Seite auszuschließen. Die Forderungen wurden abgelehnt und beide Parteien erhielten eine Einladung zu den Olympischen Spielen in Melbourne. Aufgrund eines Fehlers wurde für die taiwanischen Athleten die Flagge der Volksrepublik China gehisst. Unter Jubel rissen die taiwanischen Athleten die Fahne ab, woraufhin die Volksrepublik China die Spiele boykottierte und aus dem IOC austraten.

### 1960–1970 GANEFO
Die Asienspiele waren vom IOC anerkannt und folgten den olympischen Grundsätzen. Nachdem es der Volksrepublik China gelungen war, Taiwan und Israel die Teilnahme an den Spielen zu untersagen, beschloss das IOC die Asienspiele aus der olympischen Bewegung auszuschließen.
Durch den Ausschluss aus den Asienspielen entschloss sich die Volksrepublik China eigene Spiele auszurichten. Somit fanden 1963 die ersten „Games of the New Emerging Forces“ (GANEFO) statt. Für den Austragungsort wurde wieder Jakarta ausgewählt, die Finanzierung übernahm zum größten Teil die Volksrepublik China, wodurch sie gleichzeitig eine Führungsrolle bekommen sollte. An den Spielen nahmen mehr als 2200 Athleten aus 48 Nationen teil. Da alle Athleten, die an den Spielen teilnahmen, aus den Olympischen Spielen 1964 in Tokyo ausgeschlossen wurden, waren hauptsächlich zweitrangige Athleten anwesend. Aufgrund des großen Erfolgs der Spiele wurden sie zu einer ernst zu nehmenden Herausforderung für die olympischen Bewegung. Der Erfolg hielt an, und die olympische Bewegung drohte zu zerfallen. Durch die schlechte innenpolitische Situation Chinas wurde der GANEFO jedoch ein plötzliches Ende gesetzt. 1966 versank die Volksrepublik China im politischen Chaos, daraufhin fehlten die finanziellen Mittel um die zweite GANEFO durchzuführen. Danach verschwand China bis zum Anfang der 1970er-Jahre von der Sportbühne.

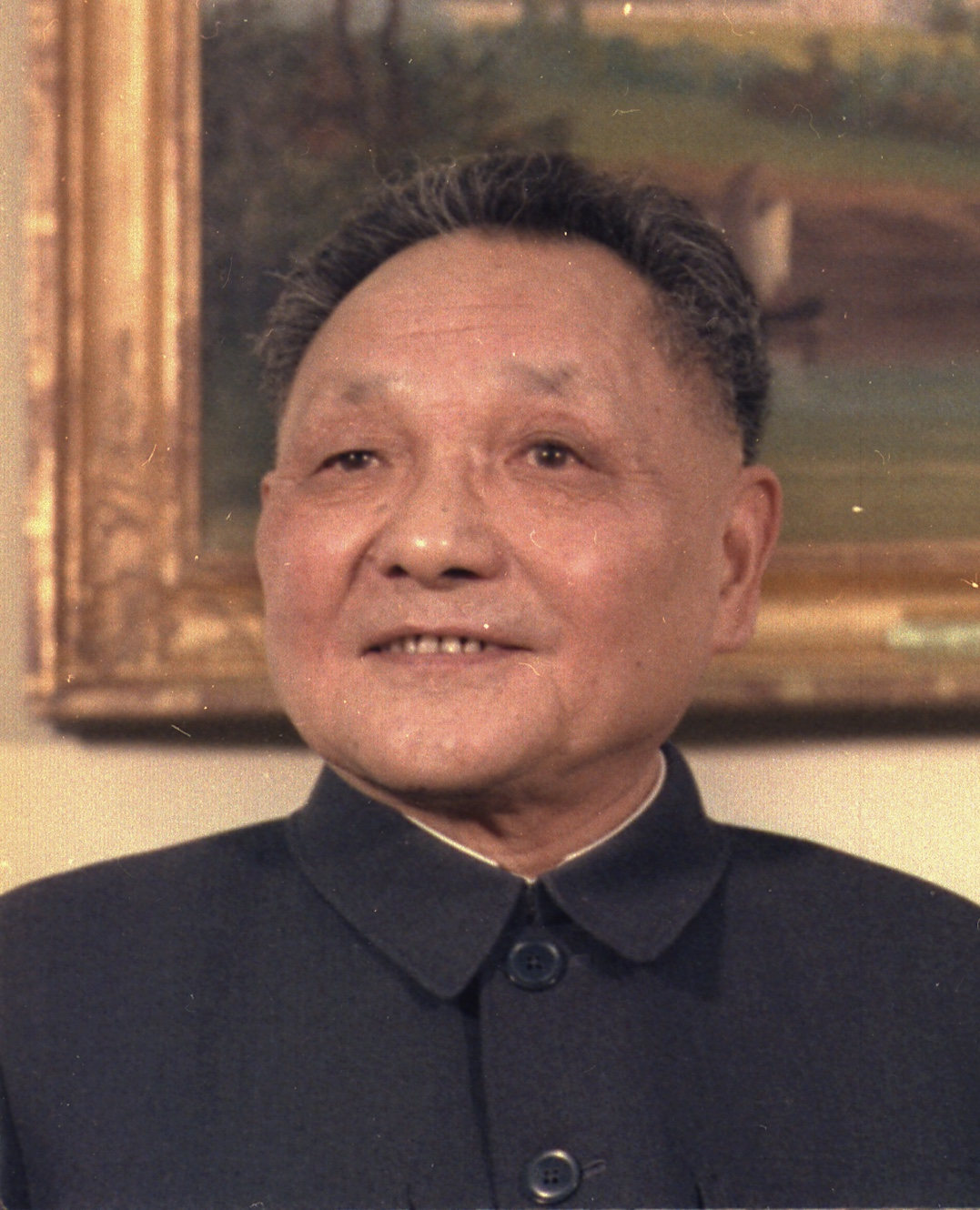
Deng Xiaoping

### 1971–1984 Rückkehr aus der Isolation
China suchte nach einem neuen starken Verbündeten, da sich die politische Beziehung zur UdSSR verschlechterte, wobei nur die USA als neuer Verbündeter in Frage kam. Eine Möglichkeit zur Kontaktaufnahme bot die 31. Tischtennis-WM 1971 in Japan. Während der Spiele entwickelten sich mehrere Freundschaften zwischen China und den USA, wodurch gegenseitige Besuche stattfanden und somit die Möglichkeiten für diplomatische Kontaktaufnahmen ermöglicht wurden. Dies wurde als Ping-Pong-Diplomatie bekannt. Dadurch ergab sich auch die Chance für eine Rückkehr in das IOC.
Im Jahr 1974 fanden die 7. Asienspiele in Teheran statt. Bei diesen Spielen hatte die Volksrepublik China nach vielen Jahren ihren ersten internationalen Auftritt mit 268 Sportlern. Im Vordergrund stand nicht der Wettkampf, sondern die Freundschaft. Ein Jahr später hat sich die Volksrepublik China offiziell für eine Wiederaufnahme in das Internationale Olympische Komitee beworben. Seit der Tischtennis-WM hatte die Volksrepublik China eine wohlwollende Beziehung mit Kanada gewonnen, wodurch sich Kanada für die Wiederaufnahme der Volksrepublik China in das IOC einsetzte. Aufgrund der politischen Spannung konnte jedoch keine Einigung gefunden werden und somit boykottierte die taiwanische Regierung die Olympischen Spiele von 1976 bis 1984.
Um sich persönlich ein Bild von der politischen Lage zu machen, besuchten 1977 der damalige IOC-Präsident Lord Killanin und 1978 der damalige Vizepräsident Juan Antonio Samaranch die Volksrepublik China. Nach Maos Tod 1976 hatte Deng Xiaoping Maos Platz eingenommen und sich unter dem Slogan „Ein Land, zwei Systeme“ für eine Koexistenz zweier unterschiedlicher Systeme in der Volksrepublik China einsetzte, sowohl im politischen, wirtschaftlichen Sinne als auch im sportlichen Sinn. 1977 kam es zur Abstimmung, ob die Volksrepublik China wieder aufgenommen werden sollte. Am Ende einigte man sich, dass beide Seiten an den Spielen teilnehmen, wobei Taiwan unter dem Namen „Chinesisches Taipeh“ mit einer extra für die Spiele kreierten Flagge und Hymne startete.
Durch die lange sportliche Isolation entschied man sich zur Vorbereitung für die Olympischen Spiele 1980 in Moskau Athleten in Trainingslager nach Europa und Amerika zu schicken. Auch Trainer wurden in die westliche Welt geschickt um Erfahrungen und neue Trainingstheorien und -methoden zu sammeln. Am 28. Juli 1984 in Los Angeles war es soweit, aus beiden Teilen Chinas zogen Athleten in das Olympiastadion ein. Besonders großen Erfolg bei diesen Spielen hatten die chinesischen Turner und Turnerinnen. Die chinesischen Gewichtheber hatten ihren olympischen Einstand in den leichten Gewichtsklassen und holten gleich viermal Gold.

### 1985–2004
China wollte sich für die Ausrichtung der Olympischen Spiele bewerben. Als Probelauf sollten die 11. Asienspiele 1990 in Beijing dienen. An diesen Spielen nahmen 6000 Athleten aus 36 Ländern statt und der Fackellauf führte über eine Strecke von 180.000 km. Von den internationalen Beobachtern, Medien und dem IOC gab es ein großes Lob für die Ausrichtung der Spiele. Somit stand einer offiziellen Bewerbung der Stadt Beijing am 1. Dezember 1991 für die 27. Olympischen Spiele im Jahr 2000 nichts mehr im Weg. Die Abstimmung fand am 23. September 1993 in Monte Carlo statt. Ganz knapp fiel die Entscheidung mit 45 zu 43 Stimmen für Sydney. In den folgenden Olympischen Spielen zeigte China, dass sie an der Weltspitze mithalten können. Bei den Spielen 1992 in Barcelona und 1996 in Atlanta erreichte die Volksrepublik China jeweils 16 Goldmedaillen und Rang vier in der Nationenwertung. In Sydney 2000 errangen sie 28 Goldmedaillen und Rang drei, was sie bei den Spielen 2004 in Athen noch einmal übertreffen konnten, indem sie 36 Goldmedaillen und Platz zwei in der Nationenwertung erreichten. Als Vorbereitung für die Bewerbung der Spiele im Jahr 2008 wurde am 6. September 1999 das „Beijing 2008 Olympic Bid Committee“ gegründet. Am 13. Juli 2001 fand die Abstimmung bei der IOC Vollversammlung in Moskau statt, wo die Entscheidung für Beijing fiel.

### Special Olympics
Special Olympics China wurde 1985 gegründet und nahm mehrmals an Special Olympics Weltspielen teil. Der Verband hat seine Teilnahme an den Special Olympics World Summer Games 2023 in Berlin angekündigt. Die Delegation wird vor den Spielen im Rahmen des Host Town Programs von Bonn betreut.

## Der Weg eines Athleten
Lange Zeit stand die Verbesserung des eigenen Könnens und gemeinsamen Handelns im Vordergrund des Sports, aber immer mehr rückte der Sieg in den Mittelpunkt des Interesses. Nur junge Leute, die schon in frühen Jahren Talent, Motivation und nötige Fortschritte aufweisen werden weiter gefördert. Um aufsteigen zu können, zählen nur die erreichten Erfolge.
Schon im Kindergarten gibt es Sportunterricht und in den Schulen kommen die Kinder das erste Mal mit dem Leistungssport in Kontakt. In den Schulen und Hochschulen gibt es zwei bis drei Pflichtstunden Sport in der Woche. Nach der Schule gibt es noch eine Stunde Freizeitsport, wo es die Möglichkeit gibt, sportlichen Vorlieben nachzugehen. Für die Schulsportmannschaften werden lokale und regionale Schulwettkämpfe ausgetragen. Bei Mittelschulen finden die Wettkämpfe zudem auch auf Provinzebene statt. Zusätzlich finden in den Schulen zwei interne Sportfeste im Jahr statt. Die Schulen werden in drei Arten unterschieden. Dazu gehören die normalen Schulen, Schulen mit Sportschwerpunkt und die Sportschulen, die eigentlich Trainings- und Talentförderungseinrichtungen sind. Sie dienen als Basis der Talentförderung. Während des Schulsports und Freizeitsports sowie während der Wettkämpfe werden Talente gesichtet und bei entsprechender Leistung und Veranlagung in die nächste Stufe des Talentförderungssystems geleitet. In diesem Sportschulsystem können die Athleten je nach Leistung auf- oder absteigen, bei schlechter Leistung können sie auch aus dem System ausscheiden.
Normalerweise beginnen die jungen männlichen Sportler ihr Training im Alter von sechs und die Mädchen sogar mit fünf Jahren. Der gezielte Aufbau der Kinder zu erfolgreichen Athleten erfolgt über drei Stufen. Die Sportschulen auf Kreis-, Stadt- und Provinzebene bilden die Basis der Pyramide. Nach dreijährigem Besuch einer Freizeitsportschule haben die Talentiertesten die Chance, auf ein Sportinternat zu kommen. Im Alter zwischen sechs und neun Jahren werden die Kinder für diese Förderstufe ausgewählt. Um ein optimales und erfolgreiches Training zu gewährleisten, kommt der Schulunterricht recht kurz. Zu diesem Zeitpunkt wird der normale Bildungsweg verlassen. Zweimal am Tag finden Training und normaler Schulunterricht statt. Die Qualität der Bildung ist viel niedriger als an den normalen Schulen, weshalb der Athlet gleichzeitig reguläre Bildungschancen verliert. Im Alter von 13 bis 15 Jahren geben viele Jugendliche den Sport für eine sichere berufliche Karriere auf. Nach mehreren Trainingsjahren werden etwa 12 % für die Provinzmannschaften ausgesucht und schaffen damit den Aufstieg zum professionellen Athleten, dabei sind die Athleten meist zwischen 14 und 18 Jahre alt. Die Athleten wechseln dann in die nationalen oder Provinz-Zentren. Herausragende Talente trainieren in den Hochleistungssportschulen, dort herrschen höchstes Niveau und bestmögliche Bedingungen. Die letzte Stufe ist dann die Auswahl in die National- bzw. Olympiamannschaft. Junge Sportler, die ihre Leistung nicht verbessern können, bleiben an den Sportschulen. Dort erhalten sie weiterhin nur eine unvollständige Bildung mit einem „Zhongzhuan“-Zeugnis (ähnlich dem Abitur) als Abschluss. Mit diesem Zeugnis ist es schwierig, in der Arbeitswelt einen Platz zu bekommen.
Nur für die Erfolgreichsten lohnt sich eine Sportkarriere. Die Athleten in Sportzentren erhalten freie Unterkunft, Verpflegung und kostenlose Ausstattung mit Sportbekleidung und ein Monatsgehalt zwischen 100 und 200 Yuan. Wobei das Gehalt meistens für später zurückgelegt wird, da ansonsten kaum Kosten vorhanden sind. Je nach Wettkampf erhalten die Athleten bei einem Sieg verschiedene Prämien. Für einen chinesischen Meistertitel erhalten die Sportler bis zu 40.000 Yuan (rund 4.716 Euro), bei Weltmeistertiteln oder Olympiasiegen 10.000 Yuan (rund 1.179 Euro).
Seit den Olympischen Spielen 2004 in Athen wurden die Prämien für Medaillen und Platzierungen bis Platz acht erhöht. Für eine olympische Goldmedaille in Athen erhielt ein Athlet 200.000 Yuan (19.674 Euro). Die Prämie für eine Silbermedaille wurde im Vergleich zu Sydney um ein Drittel aufgestockt und betrug 120.000 Yuan (11.804 Euro). Dem Gewinner einer Bronzemedaille wurde eine Prämie von 80.000 Yuan (7.870 Euro) ausgezahlt.
Erfolgreiche Sportler können nach der Sportkarriere administrative Aufgaben übernehmen, eine Sportlehrerausbildung absolvieren oder ein Hochschulstudium aufnehmen. Durch den Sport werden die ehemaligen Athleten bevorzugt behandelt, da sie einen Studienzeit-Bonus bekommen. Dennoch ist für ehemalige Sportler ein Studium problematisch, da sie in der Regel eine schlechtere schulische Ausbildung erhalten haben. Athleten, die sich nicht bis in die Leistungsspitze durchsetzen können, haben in der Regel nur eine mäßige berufliche Perspektive, da sie ohne den höheren Schulabschluss ebenfalls nur auf eine reduzierte Schulausbildung zurückgreifen können.